# 852
852是851与853之间的自然数。

## 数学性质
- 合數，正因數有1、2、3、4、6、12、71、142、213、284、426和852。
質因數分解為{\displaystyle 2^{2}\times 3\times 71}。
- 過剩數，真因數和為1164，盈度為312。
  - 半完全數，和為本身的其中一組因數為71、 142、 213、 426。
- 不尋常數，大於平方根的質因數為71。
- 十进制的奢侈數。
- 第42個十进制的史密夫數。前一個為825、下一個為861。
- 第75個不可及數。前一個為848、下一個為872。

## 在科学中
- NGC 852是波江座的一個星系。

## 人类文化
- (00)852是香港的國際電話區號。
- (0)852原是遵义的电话区号，2014年改为851
- 852乃高雄市茄萣區的郵遞區號。